# 臺町
臺町為台灣日治時期台南州台南市之行政區，此邊一帶是臺灣最早開發的區域，但日治以後因商業中心轉移而轉為宗教祭祀中心。範圍包括清代舊街名赤崁樓、三元巷、媽祖、武廟、小上帝、范進士。

## 名稱
1916年（大正5年）規劃町名改正時，原擬名「赤崁町」，臺南廳曾考慮「城町」等名，但最後改為以「臺町」呈報總督府，同年11月3日公告、1919年（大正8年）4月1日正式實施。
臺町意指赤崁樓臺。

## 町內設施
- 赤崁樓（普羅民遮城遺跡）
- 萬福庵
- 廣安宮
- 祀典武廟
- 大天后宮

## 相關
- 町名改正